# 京瀨站
京瀨站（日语：／ Kyōgase eki */?）是位於新潟縣阿賀野市小河原，屬於東日本旅客鐵道（JR東日本）的羽越本線車站。

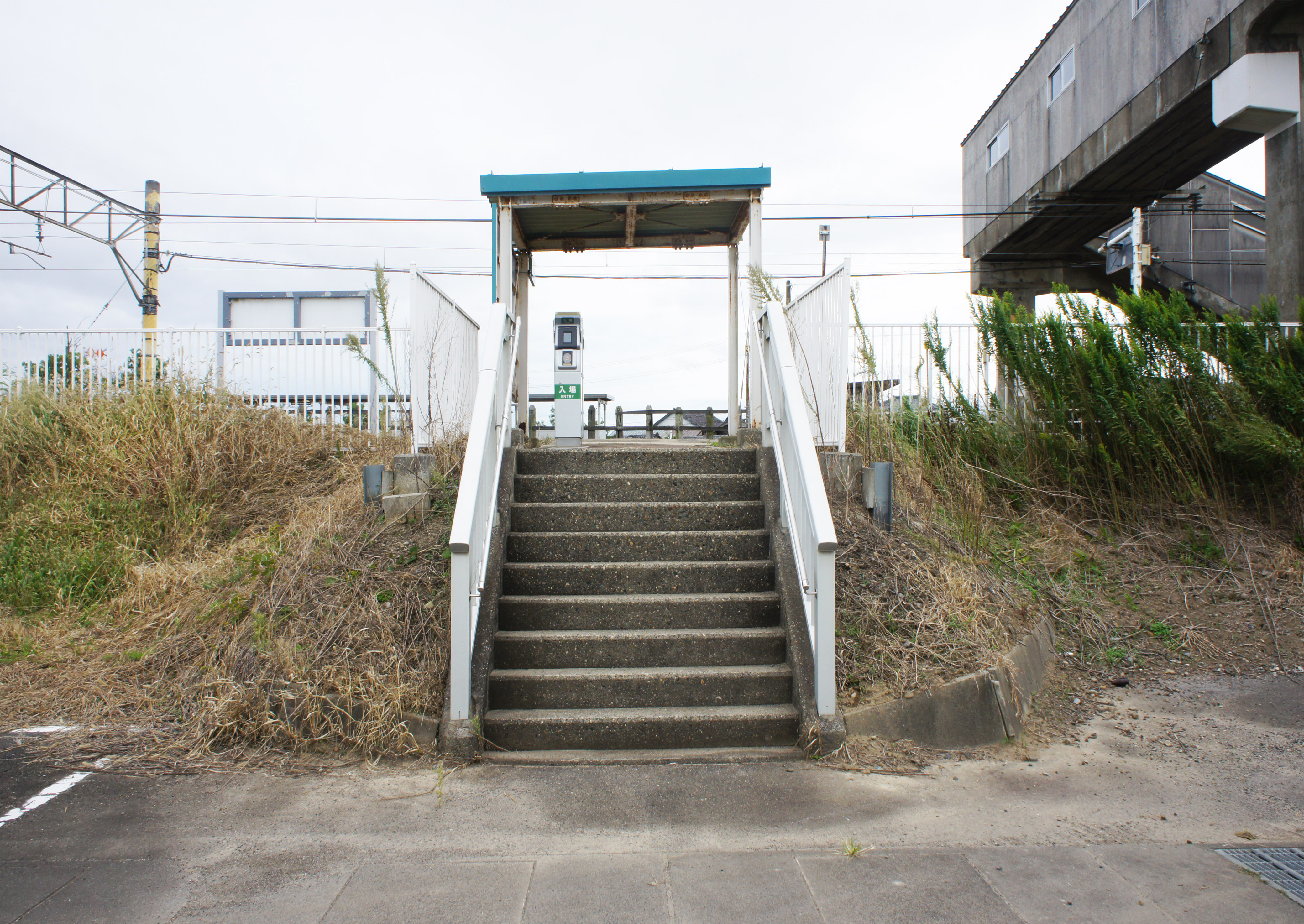
南口(2021年9月)

## 歷史
- 1943年（昭和18年）9月30日：京瀨信號站啟用。
- 1962年（昭和37年）4月1日：升級至車站，名為京瀨站。
- 1972年（昭和47年）9月1日：成為無人車站。
- 1987年（昭和62年）4月1日：伴隨國鐵分割民營化，車站由東日本旅客鐵道（JR東日本）營運。
- 2008年（平成20年）3月15日：此站可使用IC卡「Suica」[1][2]。

## 車站構造

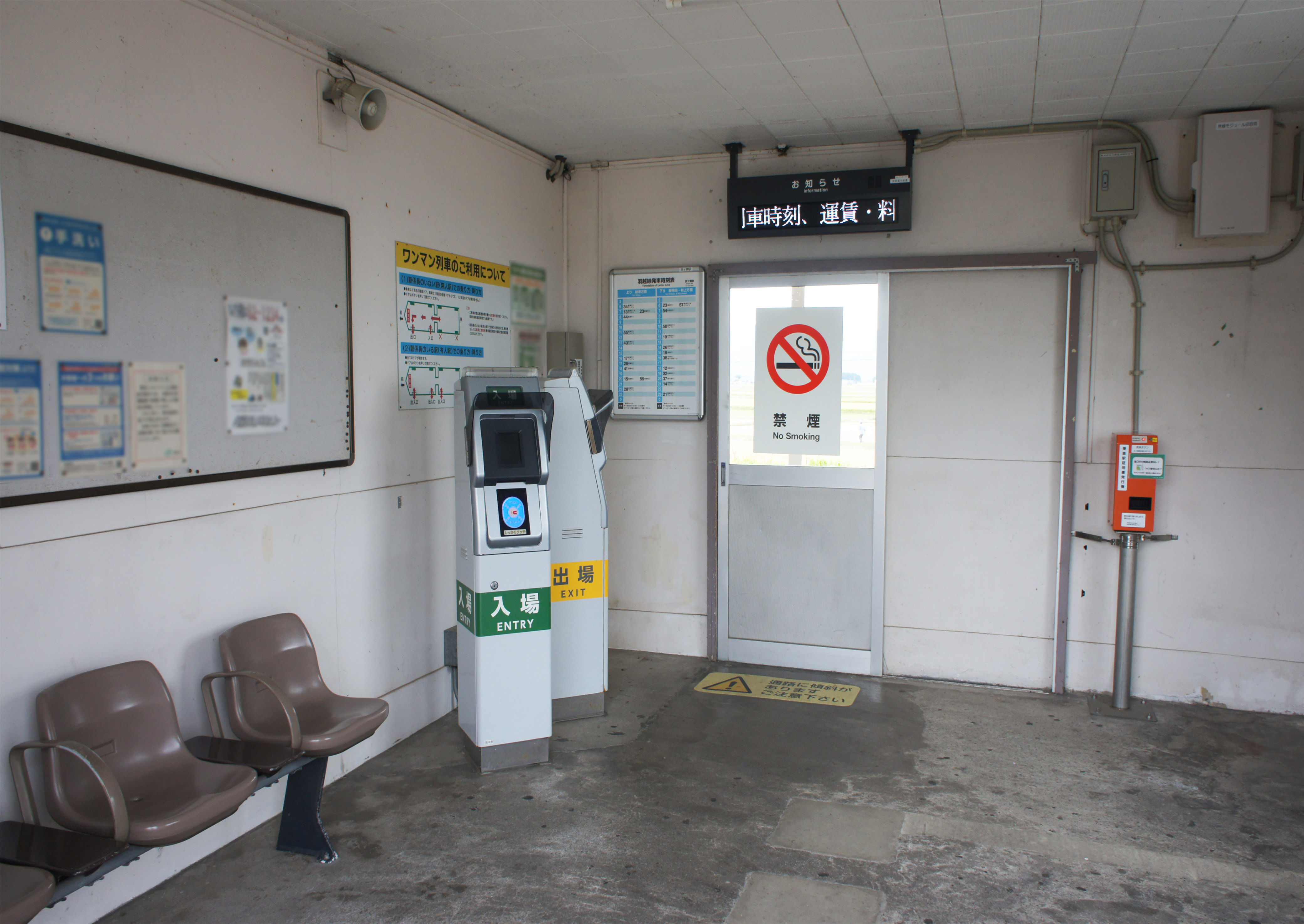
位於北口的候車室與驗票口(2021年9月)

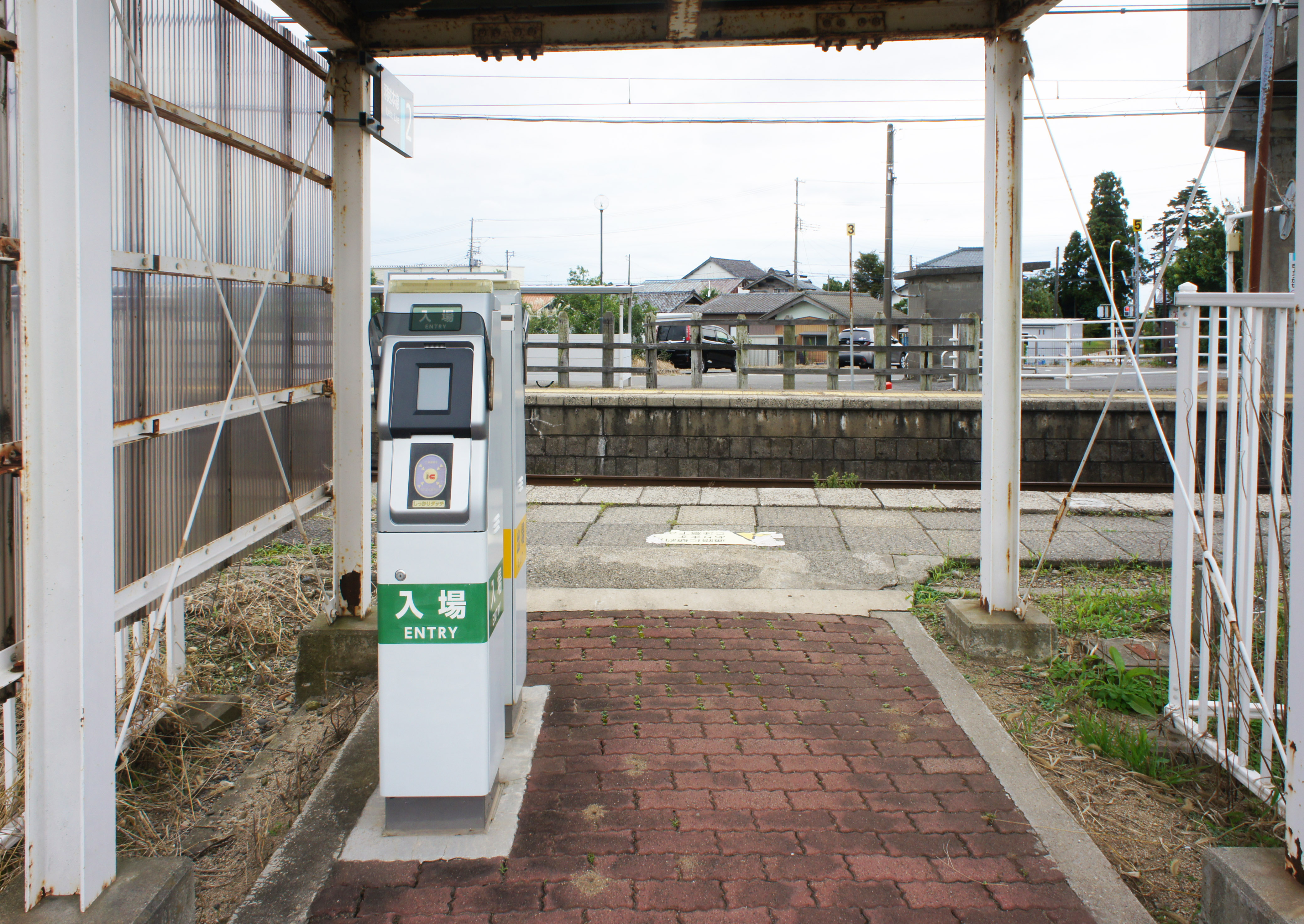
位於南口的驗票口(2021年9月)

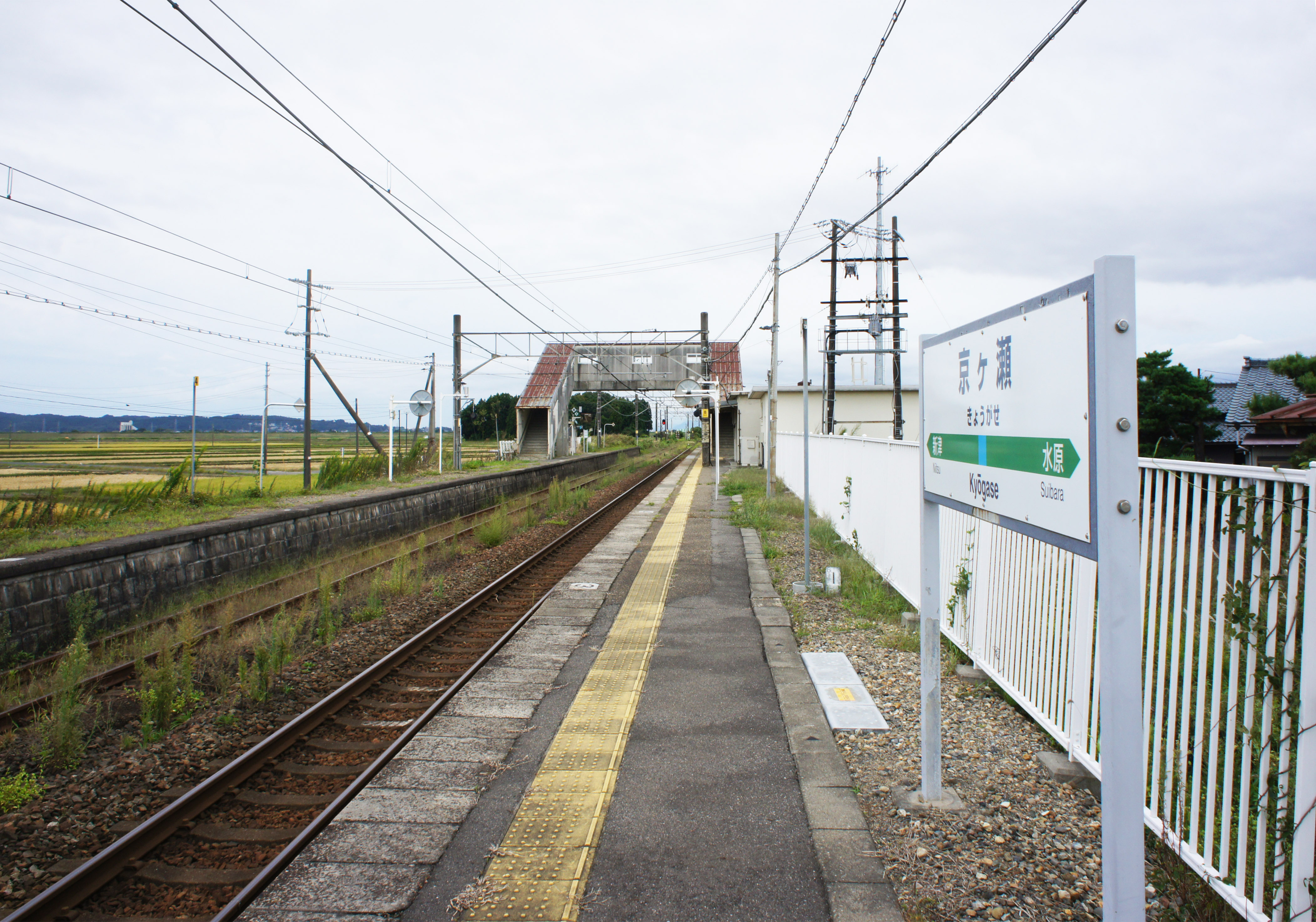
月台(2021年9月)

本站是地面車站，設有2面2線的相對式月台。兩月台之間透過跨線橋連接。當不需要進行列車交會時，列車會使用靠近北出口的1號月台。2號月台自2007年（平成19年）3月以後便沒有定期列車停靠。
此站是由新津站管理的無人車站，站房同時作為候車室。站內設有簡易Suica閘機（出閘、入閘用各1座）、乘車站證明票發行機和廁所（抽水式）。在2號月台旁設有南出口，月台入口則設有簡易Suica閘機（出閘、入閘用各1座）。
在北出口前設有站前廣場和迴旋路。於站前設有停車場和停泊單車場。在南出口站前設有停泊單車場。北出口的站前廣場是在前京瀨村合併至「阿賀野市」時，進行「新市建設工程」計劃中建設。在2006年（平成18年）至2007年（平成19年）之間建造。

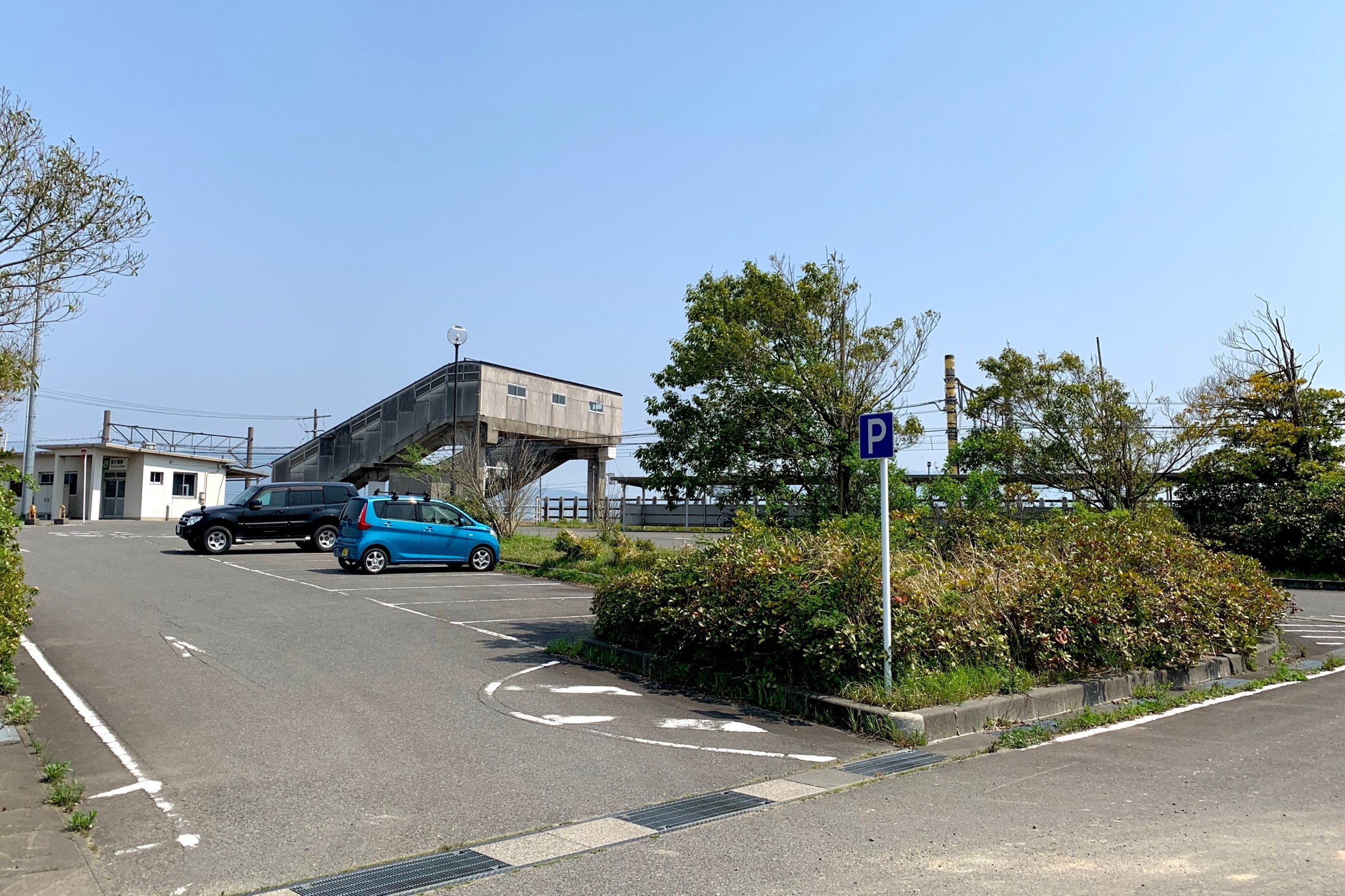
北出口的停車場、停泊單車場（2020年5月）
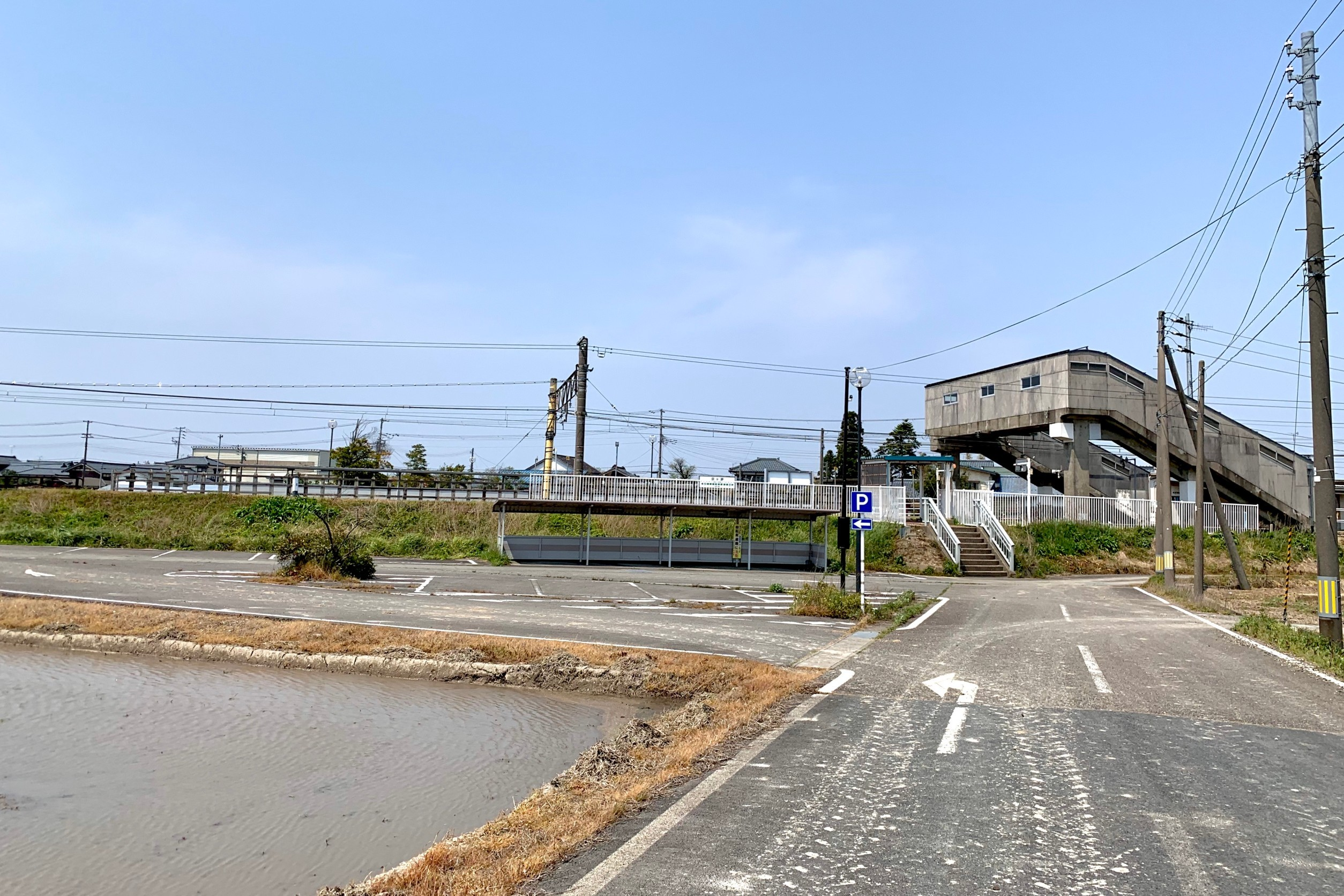
南出口。由於距離村落有一段距離，因此設有停車場、停泊單車場（2020年5月）

### 月台
| 月台 | 路線      | 上下行 | 方向             |
| ---- | --------- | ------ | ---------------- |
| 1・2 | ■羽越本線 | 下行   | 新發田、鶴岡方向 |
| 1・2 | ■羽越本線 | 上行   | 新津方向         |

## 車站周邊

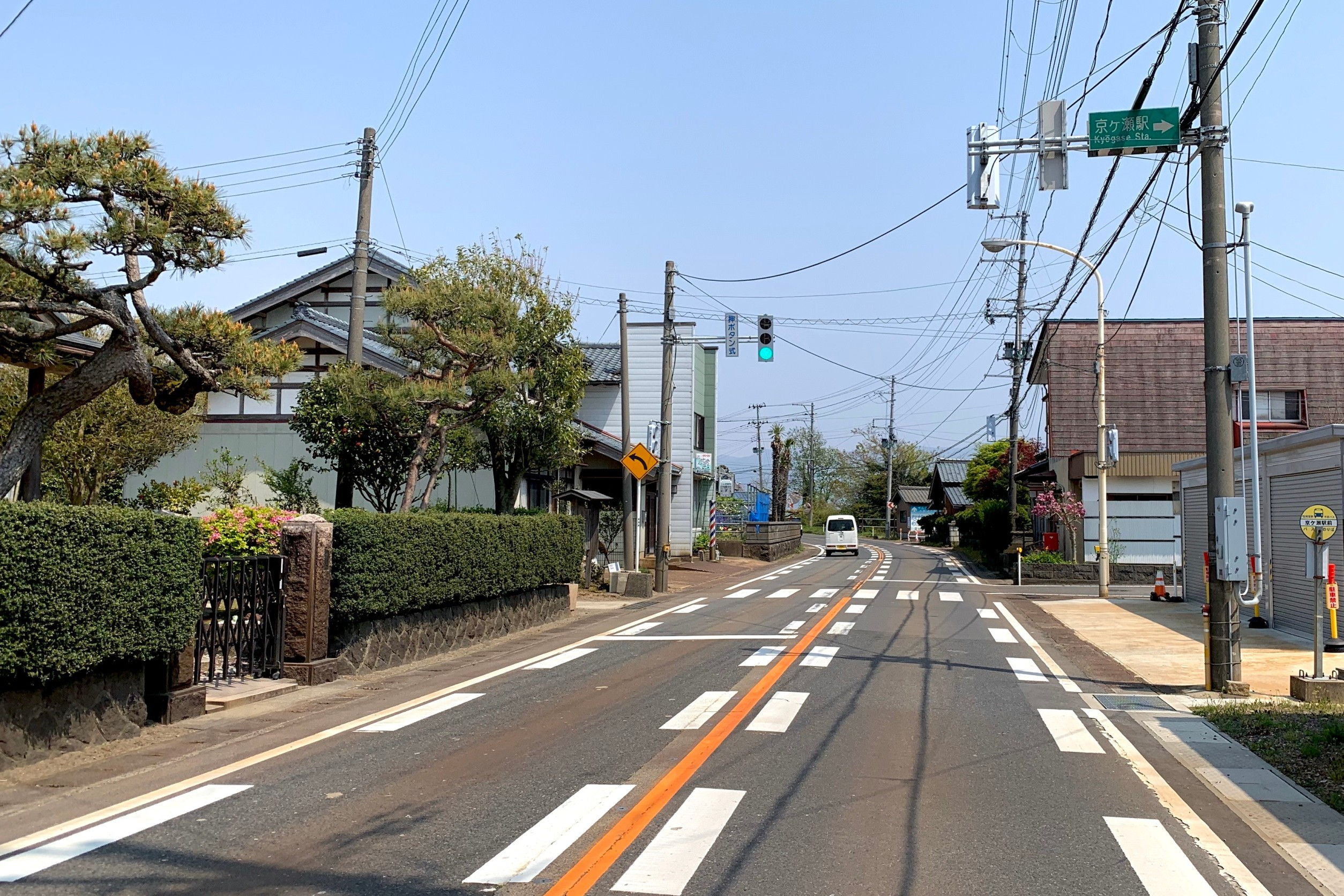
位於站前的國道460號（2020年5月）

此站位於前京瀨村內，加上此站的名稱也是「京瀨」，但是包括市政廳京瀨分所（前村公所）等多數公共設施都在村的中心地區，距離此站以北約3公里，於國道49號上。
車站周邊都是農戶等住宅區，車站南邊為稻田。
- 國道460號（日语：国道460号）
- 小河原簡易郵局
- 阿賀野市京瀨工業團地

## 巴士路線

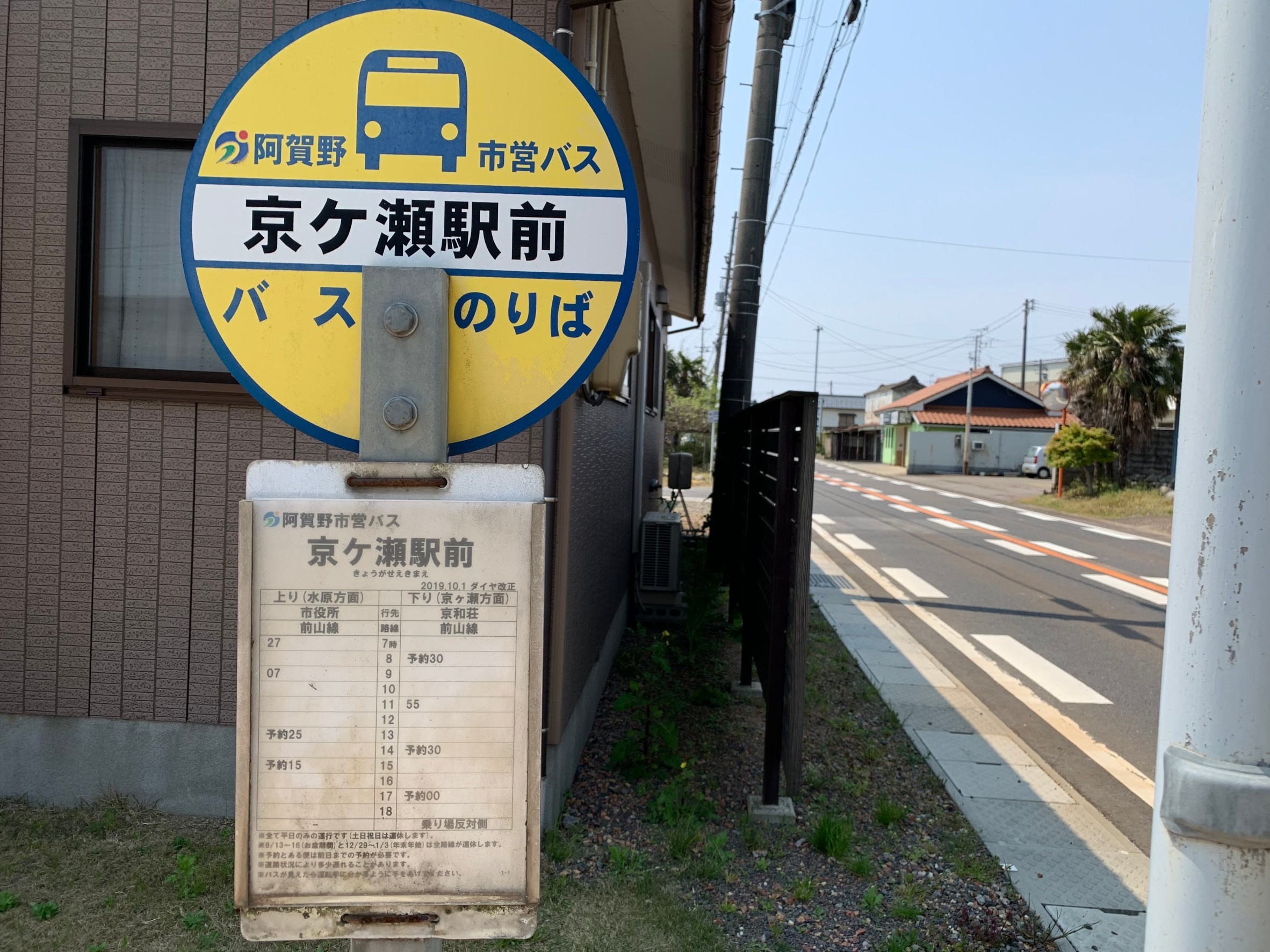
於站前國道460號上的阿賀野市營巴士「京瀨站前」巴士站（2020年5月）

截至2019年10月，於站前設有社區巴士「阿賀野市營巴士」巴士站，該站設有1條路線。另外在此站以西約1.5公里處的京瀨工業團地內設有新潟交通觀光巴士京瀨營業所，該處設有2條路線。
阿賀野市營巴士「京瀨站前」
- 700 前山線 ※部分班次需要提前預約。只在平日服務。

新潟交通觀光巴士「京瀨營業所」
- S95 京瀨營業所 - 澤海 - 龜田站前 - 新潟站前、萬代城
- SK1 京瀨營業所 - 下越醫院 - 新津站前

※ S95系統不進入新津站方向，而是經阿賀野川左岸後北上前往江南周。

## 相鄰車站
東日本旅客鐵道
■羽越本線
新津－京瀨－水原

## 注腳
1. ↑   (PDF) (新闻稿). 東日本旅客鐵道. 2007-12-21  [2020-05-29]. （原始内容存档 (PDF)于2016-03-04） （日语）.
2. ↑   (PDF) (新闻稿). 東日本旅客鐵道新潟分社. 2008-01-23  [2020-11-07]. （原始内容 (PDF)存档于2010-11-02） （日语）. - WayBack Machine存檔
3. ↑  広報あがの 2006年5月 第26号 p.8 JR京ヶ瀬駅周辺広場整備 竣功 （页面存档备份，存于）（日語） - 阿賀野市
4. 1 2  . 東日本旅客鉄道.   [2019-08-12]. （原始内容存档于2019-08-12） （日语）.
5. ↑  . 阿賀野市.   [2019-12-31]. （原始内容存档于2020-10-19） （日语）.

## 外部連結
- 車站資訊（京瀨）：東日本旅客鐵道（日語）